# Тоса (город)
Тоса (яп. 土佐市 Тоса-си) — город в Японии.
Город Тоса находится в южной части острова Сикоку, в префектуре Коти, к юго-западу от города Коти, на берегу Тихого океана. Права города получил 1 января 1959 года. Океанский порт. Площадь города составляет 91,59 км², население — 27 918 человек (1 августа 2014), плотность населения — 304,81 чел./км².

## Города-побратимы
- Эбецу
- Итатиба

## Галерея

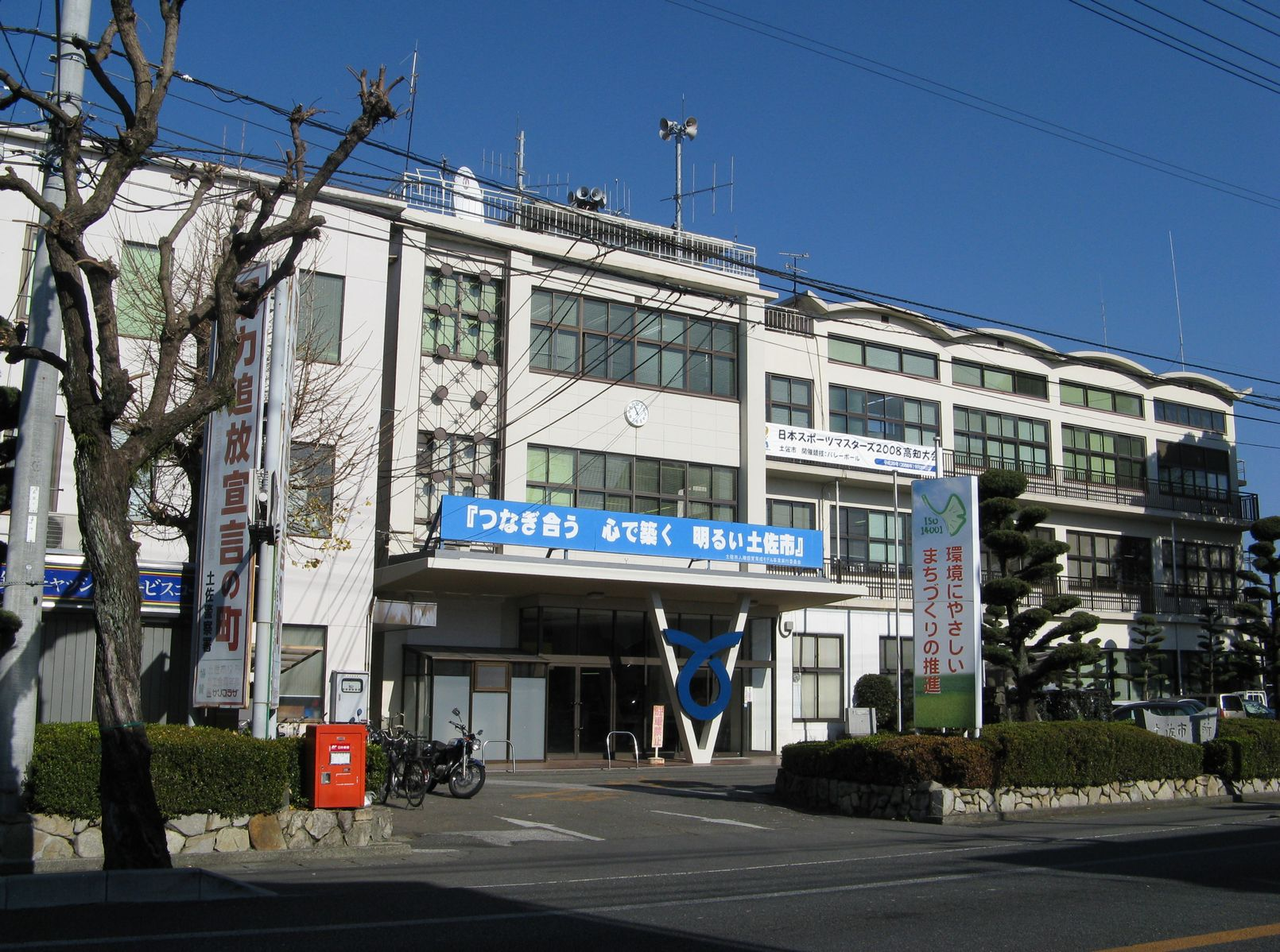
Мэрия Тосы